# Jeřáb olšolistý
Jeřáb olšolistý (Sorbus alnifrons) je opadavý nevysoký strom, nebo řidčeji keř, který je českým endemickým druhem z rodu jeřáb a vyskytuje se výhradně na jihozápadní Moravě. Tento ustálený hybridogenní druh vznikl přirozeným křížením jeřábu dunajského (Sorbus danubialis) s jeřábem břekem (Sorbus torminalis) a byl v roce 1996 popsán českým botanikem Miloslavem Kovandou (1936–2013).

## Rozlišení
Vzhledově se velmi podobá ostatním jeřábům, které vznikly při hybridizaci jeřábu břeku nebo jeřábu muku (Sorbus aria). Jsou to hlavně jeřáb český (Sorbus bohemica), jeřáb barrandienský (Sorbus barrandienica), jeřáb krasový (Sorbus eximia), jeřáb opomenutý (Sorbus omissa) a další. Od jeřábu břeku se na prvý pohled odlišuje kožovitějšími listovými čepelemi, které mají laloky členěné do menší hloubky a jsou odlišně zbarvené na rubové a lícní straně. Od jeřábu muku se liší především čepelemi, jež jsou dvakrát pilovité až laločnaté a na spodní straně spíše šedavé než sněhobílé.

## Rozšíření
Druh je znám pouze z jediné lokální populace ve Znojemské pahorkatině, v předhůří Českomoravské vrchoviny. Roste v přírodním parku Střední Pojihlaví v údolí řeky Jihlavy na velmi malém území, které se rozkládá mezi městysem Mohelno (v okrese Třebíč) a městem Ivančice (v okrese Brno-venkov).
Populace čítající několik desítek jedinců se nachází na pravém břehu řeky u zříceniny hradu Templštejn, asi 3 km severozápadně od obce Jamolice (okres Znojmo). Člení se na dvě mikropopulace, první je přímo v podhradí a druhá na blízkém Vrabčím kopci. Osamělé exempláře jeřábu olšolistého dále rostou na levém říčním břehu, přibližně mezi obcemi Lhánice (v okrese Třebíč) a Biskoupky (okres Brno-venkov).
V době popsání tohoto druhu, v roce 1966, bylo známo pouze 45 jedinců. V létech 2014 až 2016 probíhal podrobný průzkum lokality a jeho širšího okolí, při kterém bylo nalezeno dvě stě osm jedinců, včetně odrostlých semenáčů vyšších než 0,5 m. Vyskytují se výhradně v údolí řeky Jihlavy v nadmořské výšce od 260 po 380 m n. m. Jsou rozšířeny na ploše okolo 50 ha, přičemž hlavní část populace je soustředěna na přibližně 20 ha ve výškové zóně okolo 320 m, vzdálenost mezi nejodlehlejšími jedinci je asi 3 km. Přibližně z 20 % ji tvoří dospělí plodní jedinci, ostatní jsou dosud sterilní, 0,5 až 4 m vysoké semenáče nebo mladé keře.
Na jihu Moravy roste pět řídce rozšířených endemických druhů jeřábu. Jsou to jeřáb olšolistý, jeřáb manětínský (Sorbus rhodanthera), jeřáb moravský (Sorbus moravica), jeřáb čertův (Sorbus pontis-satanae), jeřáb podyjský (Sorbus thayensis) a jeřáb kornoutolistý (Sorbus cucullifera).

## Ekologie
Jeřáb olšolistý je jediný endemický jeřáb podrodu Tormaria vyskytující se na 
Moravě. Původně byl považován za tetraploidní, nový cytologický průzkum ale ukázal, že ve skutečnosti jde o triploidní druh. Je hybridogenní apomiktický druh s triploidní sadou chromozomů, jeho embrya vznikají z neredukovaného vajíčka bez oplození spermatickou buňkou. Naproti tomu endosperm vzniká za přispění pylu (tzv. pseudogamie), přičemž hlavními poskytovateli pylu jsou oba rodičovské druhy, jeřáb dunajský a jeřáb břek. Často roste na lokalitách společně s oběma rodičovskými druhy. Morfologická stálost všech nalezených jedinců potvrzuje obligátní apomixii a rovněž naznačuje, že druh vznikl z jediného křížení, a tudíž představuje unikátní apomiktický klon.
Vyskytuje na osluněných místech ve světlých doubravách a borových lesících, v řídkých porostech plevelných borovic a akátů, stejně jako v xerotermních křovinách či na skalkách, které mají granulitové nebo hadcové podloží. Často roste v mělkých půdách na strmých skalnatých svazích. Obsazuje hlavně stráně orientované severně nebo severozápadně či severovýchodně, nebyl zaznamenán pouze na svazu s východní orientací. Roste také v prostoru samotné zříceniny, v okolí rozpadajících se hradních zdí založených na granulitu, kde dřeviny pravděpodobně profitují z přítomnosti bazických základů. Několik jedinců bylo zaznamenáno na i skalních výchozech eklogitu. Jeřáb olšolistý na těchto místech plodí pravidelně a poměrně hodně.

## Popis
Dřevina stromovitého či keřovitého vzrůstu vysoká průměrně 6 m, která dosahuje ojediněle do 9 m. Kůra kmene je v mládi hladká, světle šedá až hnědá, ve stáří mírně podélně rozpukaná, šedá až tmavě šedá, větve nasedající na kmen v ostrém úhlu jsou silné a hnědě šedé. Letorosty bývají v mládí plstnaté, později jsou olysalé, hnědé, se světle hnědými až okrovými lenticelami. Pupeny jsou vejčité, špičaté a kryté olysalými zelenými až hnědě zelenými šupinami s plstnatým hnědým okrajem.
Listy jsou jednoduché, mají řapík dlouhý od 1,3 do 2,7 cm, jsou poměrně tuhé, jejich čepel je široce eliptická, nejčastěji bývá dlouhá 8,2 až 9,8 cm a široká 5,6 až 6,8 cm, nejširší bývá asi v polovině délky. Bázi má klínovitou, vrchol dlouze špičatý, po okraji je mírně zvlněná a mělce peřenolaločná. V horní části je čepel pravidelně jednoduše či dvojnásobně pilovitá se špičatými zuby, v dolní a střední části má vrcholový zub větší a výrazněji špičatější než postranní zuby téhož laloku, zářez mezi druhým a třetím lalokem bývá 0,6 až 0,7 cm hluboký. Na líci je čepel tmavě zelená, kdežto na rubu plstnatá, nažloutlá či zeleně šedá, její zpeřená žilnatina má devět až dvanáct párů tenkých, ale zřetelných postranních žilek sahajících až k okraji.
Květenství je kompaktní lata chocholíků s jemně chlupatými větvičkami. Pětičetné oboupohlavné květy mají plstnatou obkuželovitou češuli. Kališní lístky jsou zelené, vytrvalé, trojúhelníkovité, dlouhé 1,8 až 2,6 mm, na konci zašpičatělé, za květu rozestálé, uvnitř i vně plstnaté a se zralosti plodů se vzpřimují. Korunní lístky jsou bílé, okrouhlé nebo široce eliptické, mají krátký nehet, bývají dlouhé 5 až 7 mm a široké od 5 po 5,6 mm, jsou rozestálé, mírně vypouklé a vně u báze plstnaté. V květu je asi dvacet tyčinek s krémově bílými až bledě žlutými prašníky. Semeník je polospodní a na vrcholu plstnatý, čnělky bývají nejčastěji dvě, méně často tři, na bázi jsou chlupaté, částečně srostlé a nesou kulovitou bliznu. Květy rozkvétající v květnu jsou opylovány hmyzem, hlavně včelami.
Plod je červenooranžová, kulovitá, 10 až 14 mm velká malvice obsahující několik tvrdých semen. Většinou bývá o málo širší než delší, na povrchu je lysá, lesklá a roztroušeně je pokryta nenápadnými, světle hnědými lenticelami. Na opačné straně, než je připojena na stopku, má zbytky suchých vytrvalých kališních lístků. Pro lidi jsou plody poměrně hořké, po přemrznutí však mírně zesládnou. Bývají však pochoutkou ptáků, kteří je v zimních měsících obírají ze stromu a případně i drobných hlodavců, kteří je popadané sbírají ze země. Tito pak semena jako nestrávené zbytky, výkaly, roznášejí po okolí a tak se starají o šíření druhu do okolí.

## Ohrožení
Populace je součásti přírodní rezervace Templštejn, přírodních památek Černice i Pustý mlýn a přírodní rezervace Velká Skála. Plány péče na těchto chráněných územích však pro zachování jeřábu olšolistého nenavrhují žádná významná opatření. Stanoviště těchto světlomilných rostlin je postupně zarůstáno plevelnými douglaskami nebo akáty a mladí jedinci jsou poškozováni okusem spárkatou zvěří.
Přestože jeho populační trend je mírně vzrůstající, je endemický jeřáb olšolistý ve vážném ohrožení, byl proto „Červeným seznamem ohrožených druhů České republiky z roku 2017“ zařazen mezi kriticky ohrožené druhy (C1r). Mezinárodním svazem ochrany přírody IUCN je však hodnocen pouze jako ohrožený druh (EN).